# 2958 Arpetito
2958 Arpetito је астероид главног астероидног појаса са средњом удаљеношћу од Сунца која износи 2,873 астрономских јединица (АЈ).
Апсолутна магнитуда астероида је 12,2.